# Многочлен Лорана
Многочлен Лорана — линейная комбинация положительных и отрицательных степеней переменной с коэффициентами из данного поля.
От обычных многочленов многочлен Лорана отличается тем, что показатель степени может быть отрицательным.
Многочлены Лорана используются в теории функций комплексного переменного.
Названы в честь Пьера Лорана.

## Определение
Многочлен Лорана с коэффициентами из поля {\displaystyle \mathbb {F} } — это выражение вида
{\displaystyle p=\sum _{k}p_{k}X^{k},\quad p_{k}\in \mathbb {F} ,}
где X — формальная переменная, {\displaystyle k} — целое число (не обязательно положительное) и только конечное число {\displaystyle p_{k}} не равны нулю.
Два многочлена Лорана равны, если их соответствующие коэффициенты равны. Многочлены Лорана можно складывать и умножать точно также, как и обычные многочлены, но нужно помнить о том, что могут присутствовать отрицательные степени X
{\displaystyle \left(\sum _{i}a_{i}X^{i}\right)+\left(\sum _{i}b_{i}X^{i}\right)=\sum _{i}(a_{i}+b_{i})X^{i}}
и
{\displaystyle \left(\sum _{i}a_{i}X^{i}\right)\cdot \left(\sum _{j}b_{j}X^{j}\right)=\sum _{i,j}a_{i}\cdot b_{j}\cdot X^{i+j}.}
Так как количество отличных от нуля коэффициентов {\displaystyle a_{j}} и {\displaystyle b_{j}} конечно, то все суммы будут иметь конечное количество членов и таким образом будут отображать многочлен Лорана.

## Свойства
- Многочлен Лорана над полем {\displaystyle \mathbb {C} } может рассматриваться как ряд Лорана с конечным числом неотрицательных коэффициентов.
- Кольцо многочленов Лорана является подкольцом кольца дробно-рациональных функций.